# Колюмны
«Колю́мны» (Столбы Гедиминовы) — догеральдический и геральдический знак Великого княжества Литовского. Чаще всего рассматривается как герб Гедиминовичей.

## Другие названия
«Колюмна» (Колонна), «Коломны Гедимина»; «Столпы Гедимина»; «Столбы Гедиминовичей»; «Столбы Гедимина», «Столбовые ворота», «Три столба», «Колонны Гедимина», «Столбы», «Колонны».

## История
Согласно легенде, создание которой относят к XVI веку, герб был привезён с собой Палемоном из Рима, а после им пользовались его потомки — Палемоновичи. Также высказывается предположение, что знак Колюмны напрямую восходит трезубцу — символу Рюриковичей. Вероятно, сначала Колюмны были гербовым знаком Полоцкого княжества, которое в 1386 перестало быть удельным и вошло непосредственно в ВКЛ.
Как сообщают «русские хроники», Колюмны использовал ещё Витень — старший брат Гедимина. У него была печать с тремя башнями, которые напоминают тризуб.
Первые изображения «Колюмн» встречаются на монетах после 1386 года, на печатях — у Витовта в 1418 году (привешена на документе 1423 года).
Согласно Яну Длугошу, в Грюнвальдской битве 1410 года из 40 литовских хоругвей 10 были с изображением «Колюмн» (при этом сам Длугош их так не называет, а приводит схематическое изображение). Считается, что эти 10 хоругвей были великокняжескими, то есть непосредственно подчинёнными Витовту. По его же словам, этим знаком великий князь литовский Витовт клеймил своих коней.
Обращает на себя внимание сходство знака Гедимина с дву- и трезубыми личными геральдическими эмблемами Рюриковичей. Фактически, он построен по той же схеме: основание в виде перевёрнутой буквы «П» с дополнительными элементами. Во время раскопок в Гродно, был найден кирпич эпохи Витовта с одним из наиболее ранних изображений Колюмн. Данные вариант изображения имеет специфический «хвостик», что, по мнению некоторых специалистов, ещё больше сближает Колюмны со знаками Рюриковичей. Высказывались предположения о происхождении Колюмн от княжеских знаков полоцкой или гродненской ветви Рюриковичей. Учитывая, что к XIII веку единое древнерусское государство перестало существовать, многочисленные родственные связи между ветвями Рюриковичей и литовскими князьями, а также распространение власти великого князя литовского на часть территорий, входивших в состав Киевской Руси, возможно предположить, что «столпы Гедимина» являются дальнейшим развитием древнерусских княжеских эмблем.

## Галерея
- Сребреник Ярослава Мудрого с трезубцем
- Печать полоцкого князя Изяслава Владимировича
- Монета Витовта 1392–1410 гг.
- Печать князя Литовского Витовта 1418 г.
- Герб ВКЛ из гербовника Armorial Lyncenich, около 1435 г.
- Герб «Колюмны» из гербовника Armorial Lyncenich, ок. 1435 г.
- Герб Трокской земли из гербовника Armorial Lyncenich, ок. 1435 г.
- «Погоня» из гербовника Вернигеродера, 1475 год.
- «Печать Полотцкая» на большой печати Ивана IV Грозного. XVI век
- Печать города Берестья 1543–1596 гг.
- Герб «Коломны» из гербовника Stemmata Polonica[пол.], 1555 г.
- Портрет Витовта Вяликого на великокняжеском троне
- Чворак 1568 года
- Виленская хоругвь 1615 г. Современная реконструкция
- Калюмны с привилегией Михала Карибута Вишневецкого, 1669 г.
- Изображение Колюмн на гербе Виленского воеводства в 1720 г.
- Колюмны на гербе Виленского воеводства. С карты 1712 г.
- Печать короля и великого князя Августа III, 1738 г.
- Из родословной князей Радзивиллов, 1742
- Колюмны из Замковой церкви в Кодне (Польша), 1885 г.
- Эмблема Вооружённых сил Литвы
- Герб пгт Брагин в Белоруссии
- Один из флагов, используемых белорусской оппозицией
- Бело-красно-белый флаг с колюмнами в форме тризуба белорусской диаспоры на Украине, который также использует полк имени Кастуся Калиновского